# Nokia X3
Nokia X3 — музыкальный слайдер, плеер вышедший на рынок в 2009 году. Наряду с Nokia X6, стал одной из первых моделей линейки музыкальных телефонов Xseries, которая развивала идеи серии XpressMusic. В основу была положена платформа S40, на корпус вынесены клавиши управления плеером. Nokia X3 поставлялся с сервисом Nokia Comes With Music в некоторых странах, включая Россию.

## Технические характеристики
- Сеть: GSM/GPRS/EDGE (850/900/1800/1900 МГц)
- Платформа: Series 40
- Дисплей: 2,2 дюйма, 320 х 240 точек, TFT, 260 тыс. цветов
- Камера: 3,2 Мп, 4х цифровой зум
- Объём памяти: 64 Мб
- Слот расширения: microSDHC (до 16 Гб)
- Bluetooth 2.1 + EDR
- microUSB 2.0
- 3,5-мм разъем
- FM-радио с RDS
- Аудио: MP3, MP4, AAC, eAAC+, WMA, WMV
- Игры: Bounce Tales, City Bloxx, Snake III, Block'd, Diamond Rush, Rally Stars
- Аккумулятор: BL-4CT, 860 мАч
- Время работы в режиме разговора: до 7,5 часов
- Время работы в режиме ожидания: до 380 часов
- Время работы в режиме проигрывания аудио: до 26 часов
- Размеры: 96 x 49,3 x 14,1 мм
- Дата анонса: 2 сентября 2009 года
- Дата релиза (в России): 21 декабря 2009 года